# Romário Marques
Romário Diego Marques nasceu em Natal, 20 de julho de 1989,  acometido por uma retinose pigmentar, o Atleta é jogador e capitão da seleção brasileira de Goalball Paraolímpico. 
Já nasceu ligado ao futebol ao receber o nome de Romário graças ao Atacante tetracampeão da copa do mundo, Romário, o famoso "Baixinho"
Participou dos Jogos Paraolímpicos de Pequim 2008, conquistou as medalhas de Prata nos Jogos Paraolímpicos de Londres 2012, bronze nos Jogos Paraolímpicos de Verão de 2016 no Rio de Janeiro, após derrotar a Seleção Sueca de Goallball por 6-5 e faz parte da delegação dos Jogos Paraolímpicos de Tokyo 2020.